# Kyra Sedgwick
Kyra Minturn Sedgwick (New York, 19 agosto 1965) è un'attrice, regista e produttrice cinematografica statunitense, vincitrice di un Emmy Award.

## Biografia
Nata da Henry Dwight Sedgwick V e Patricia Rosenwald, che ha recitato nel film per la tv americana Miss Rose White nella parte di un'immigrante ebrea; Kyra Sedgwick è inoltre cugina di secondo grado dell'icona Edie Sedgwick, oltre che sorella dell'attore Robert Sedgwick. Il suo debutto è nella soap opera Destini all'età di 16 anni, e durante gli anni '80 e '90 appare in alcuni film come Nato il quattro luglio, Singles - L'amore è un gioco e Qualcosa di cui... sparlare.
Per sette stagioni l'attrice è stata impegnata sul set della pluripremiata serie televisiva The Closer, per la quale riceve la somma di 500000 $ a episodio e per la quale ha vinto diversi premi per la migliore attrice tra cui un Golden Globe ed un Emmy. La serie ha avuto uno spin-off intitolato Major Crimes, a cui lei non ha preso parte. Nella serie Brooklyn Nine-Nine ha interpretato Madeline Wuntch, l'antagonista del capitano Holt.

## Vita privata

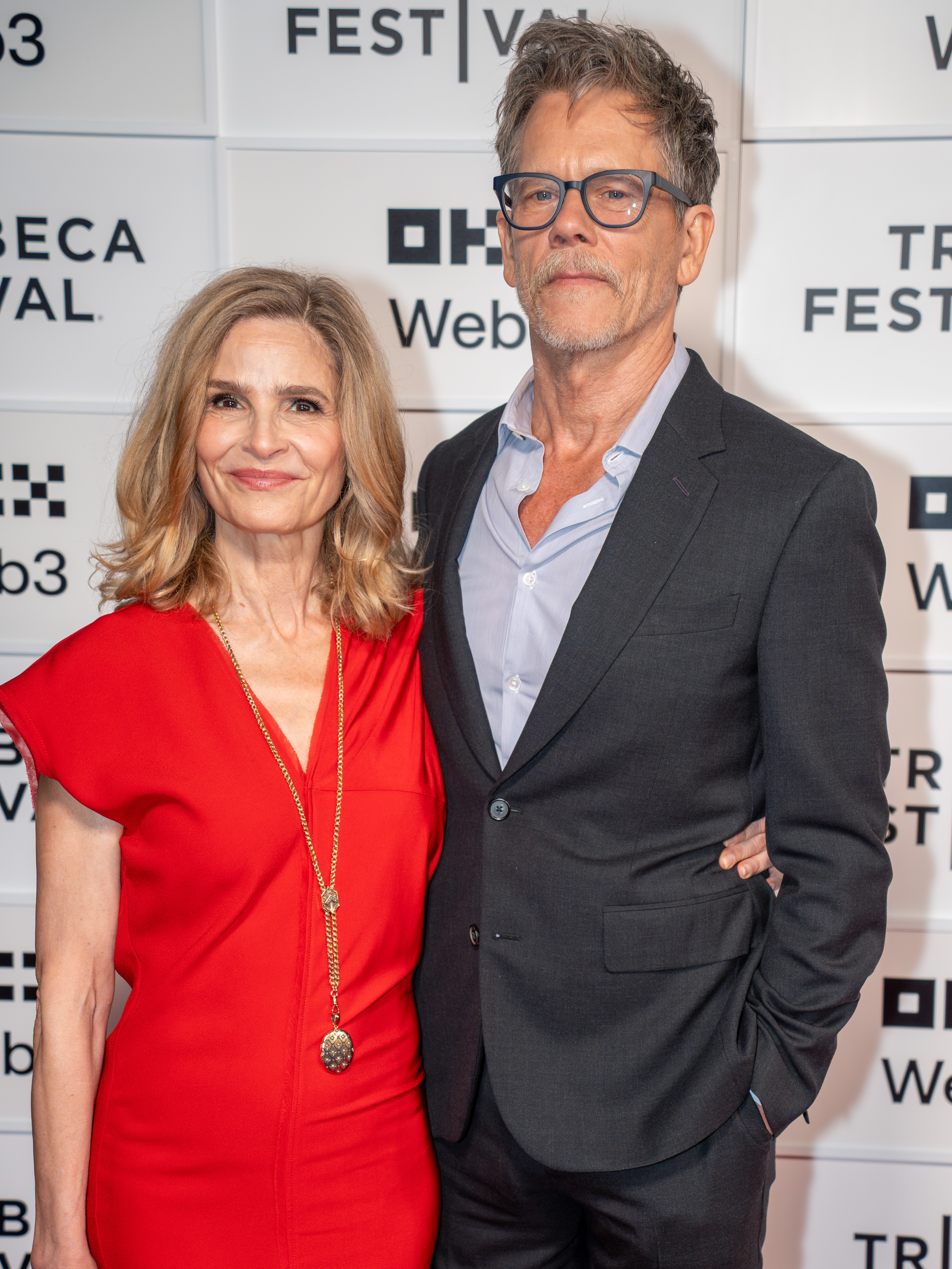
Kya Sedgwick con il marito Kevin Bacon

Sposata con l'attore Kevin Bacon dal 4 settembre 1988, risiede nell'Upper West Side di Manhattan e ha due figli: Travis Bacon (1989) e Sosie Bacon (1992), che ha recitato con lei in Loverboy e in The Closer, dove interpreta la figlia del fratello.

## Filmografia

### Attrice

#### Cinema
- War and Love, regia di Moshé Mizrahi (1985)
- Tai-Pan, regia di Daryl Duke (1986)
- Kansas, regia di David Stevens (1988)
- Nato il quattro luglio (Born on the Fourth of July), regia di Oliver Stone (1989)
- Mr. & Mrs. Bridge (Mr. and Mrs. Bridge), regia di James Ivory (1990)
- Singles - L'amore è un gioco (Singles), regia di Cameron Crowe (1992)
- 4 fantasmi per un sogno (Heart and Souls), regia di Ron Underwood (1993)
- Qualcosa di cui... sparlare (Something to Talk About), regia di Lasse Hallström (1995)
- L'isola dell'ingiustizia - Alcatraz (Murder in the First), regia di Marc Rocco (1995)
- Phenomenon, regia di Jon Turteltaub (1996)
- Se mi amate... (Critical Care), regia di Sidney Lumet (1997)
- Montana, regia di Jennifer Leitzes (1998)
- What's Cooking?, regia di Gurinder Chadha (2000)
- Labor Pains, regia di Tracy Alexson (2000)
- Personal Velocity - Il momento giusto (Personal Velocity: Three Portraits), regia di Rebecca Miller (2002)
- Just a Kiss, regia di Fisher Stevens (2002)
- Il venditore dell' anno (Door to door), regia di Stephen Schacter (2002)
- Due vite spezzate (Behind the Red Door), regia di Matia Karrell (2003)
- Secondhand Lions, regia di Tim McCanlies (2003)
- The Woodsman - Il segreto (The Woodsman), regia di Nicole Kassell (2004)
- Cavedweller, regia di Lisa Cholodenko (2004)
- Loverboy, regia di Kevin Bacon (2005)
- Cambio di gioco (The Game Plan), regia di Andy Fickman (2007)
- Gamer, regia di Mark Neveldine (2009)
- 40 carati (Man on a Ledge), regia di Asger Leth (2012)
- The Possession, regia di Ole Bornedal (2012)
- Giovani ribelli - Kill Your Darlings (Kill Your Darlings), regia di John Krokidas (2013)
- Reach Me - La strada per il successo (Reach Me), regia di John Herzfeld (2014)
- The Humbling, regia di Barry Levinson (2014)
- Gli invisibili (Time Out of Mind), regia di Oren Moverman (2014)
- Viaggio verso la libertà (The Road Within), regia di Gren Wells (2014)
- Cop Car, regia di Jon Watts (2015) – voce
- 17 anni (e come uscirne vivi) (The Edge of Seventeen), regia di Kelly Fremon Craig (2016)
- Malvagi (Villains), regia di Dan Berk e Robert Olsen (2019)
- Ricomincio da te - Endings, Beginnings (Endings, Beginnings), regia di Drake Doremus (2019)

#### Televisione
- Destini (Another World) – soap opera, 16 puntate (1982-1983)
- Miami Vice – serie TV, episodio 2x11 (1985)
- Storie incredibili (Amazing Stories) – serie TV, episodio 2x09 (1986)
- Losing Chase, regia di Kevin Bacon – film TV (1996)
- Medici per la vita (Something the Lord Made), regia di Joseph Sargent – film TV (2004)
- The Closer – serie TV, 109 episodi (2005-2012)
- Brooklyn Nine-Nine – serie TV, 12 episodi (2014-2020)
- Ten Days in the Valley – miniserie TV, 10 episodi (2017-2018)
- L'estate nei tuoi occhi (The Summer I Turned Pretty) – serie TV, 5 episodi (2023)

### Regista
- Story of a Girl – film TV (2017)
- Grace and Frankie – serie TV, 1 episodio (2019)
- Girls Weekend – film TV (2019)
- God Friended Me – serie TV, 1 episodio (2019)
- In the Dark – serie TV, 1 episodio (2019)
- City on a Hill – serie TV, 1 episodio (2019)
- Ray Donovan – serie TV, 1 episodio (2019)

## Doppiatrici italiane
Nelle versioni in italiano delle opere in cui ha recitato, Kyra Sedgwick è stata doppiata da:
- Alessandra Korompay in Gamer, The Possession, Giovani ribelli - Kill Your Darlings, The Humbling, Viaggio verso la libertà, 17 anni (e come uscirne vivi), Ricomincio da me - Endings, Beginnings
- Barbara Castracane in The Closer, Ten Days in the Valley, L'estate nei tuoi occhi
- Roberta Paladini in Phenomenon, Cambio di gioco
- Cristina Boraschi in Nato il quattro luglio, Se mi amate...
- Alessandra Cassioli in Identità perduta
- Stefanella Marrama in 4 fantasmi per un sogno
- Valeria Falcinelli in Behind the Red Door
- Laura Boccanera in Incatenato all'inferno
- Ludovica Modugno in Singles - L'amore è un gioco
- Gabriella Borri in The Woodsman - Il segreto
- Tiziana Avarista ne Gli invisibili
- Giuppy Izzo ne Il venditore dell'anno
- Monica Gravina in Mr. & Mrs. Bridge
- Roberta Pellini in Loverboy
- Antonella Rinaldi in 40 carati
- Eleonora De Angelis in Qualcosa di cui... sparlare
- Cinzia Massironi in Malvagi
- Germana Savo in Guardiani della Galassia Holiday Special

## Premi e riconoscimenti
- Emmy Award
  - 2010 – Miglior attrice protagonista in una serie drammatica per The Closer